# Desaparición de Mary Boyle
Mary Boyle (nacida el 14 de junio de 1970) fue una niña irlandesa de seis años que desapareció en la frontera entre el condado de Donegal y el de Fermanagh el 18 de marzo de 1977. Hasta la fecha, su desaparición es el caso más largo de un niño desaparecido en la República de Irlanda. La investigación sobre su desaparición se ha visto acosada por acusaciones de intervención política e incompetencia policial.

## Desaparición
Mary Boyle fue vista por última vez a las 15:30 horas del 18 de marzo de 1977 cerca de la granja rural de sus abuelos en Cashelard, cerca de Ballyshannon, condado de Donegal. La familia, incluida la madre de Mary, Ann, el padre, Charlie, el hermano mayor, Paddy, y la hermana gemela, Ann, había ido a la casa de los abuelos maternos de Mary el día de San Patricio desde su casa en Kincasslagh en The Rosses, más arriba en la costa. Mary estaba jugando al aire libre con sus hermanos y dos primos cuando su tío salió para devolver una escalera a otra granja, a unos 370 m al otro lado de la ladera. Mary siguió a su tío hasta que llegaron a un pequeño charco de agua que era demasiado profundo para ella. Ya sea por decisión propia o por indicación de su tío, María se dio la vuelta a mitad de camino diciendo que volvía. Su viaje de vuelta no debió durar más de cinco minutos, mientras que su tío se quedó con los vecinos durante treinta minutos para charlar. Hasta la fecha, su desaparición es el caso más largo de un niño desaparecido en la República de Irlanda. La investigación sobre su desaparición se ha visto acosada por acusaciones de intervención política e incompetencia policial.
Después de descubrir que Mary había desaparecido, su familia realizó búsquedas en la zona y preguntó a los transeúntes si habían visto a la niña. Un pescador dijo que había visto a Mary subirse a un coche rojo y marcharse, aunque más tarde corrigió esta afirmación en un podcast de la BBC diciendo que no había visto realmente a Mary, sino sólo un coche rojo sospechoso. Muchos de los pantanos de la zona fueron drenados y rastreados en un esfuerzo por encontrar a la niña. La hermana gemela de Mary, Ann, había declarado que estaba comiendo un paquete de patatas fritas en el momento de su desaparición y que si se hubiera caído en un pantano, el paquete habría flotado en la superficie.

## Investigaciones
La Gardaí inició una búsqueda en los alrededores y drenó un lago situado detrás de la casa de sus abuelos. También crearon una reconstrucción filmada de la desaparición en la que se utilizó a Ann Boyle como sustituta de su hermana gemela.
En 2008, la cadena pública irlandesa RTÉ emitió un programa documental sobre el caso llamado Cracking Crime. Desde entonces, la intérprete Margo O'Donnell, amiga y pariente de la familia, ha financiado las búsquedas en las laderas de los alrededores para intentar localizar el cuerpo de Mary. También se han realizado búsquedas policiales desde 1977, y la última tuvo lugar en 2016, cuando la Garda Síochána inició una nueva investigación. Sin embargo, no se han encontrado pruebas.
El caso ha atraído cierta publicidad debido a las acusaciones de interferencia política que se centran en la acusación de que un político llamó por teléfono a la Gardaí y les dijo que no interrogaran o detuvieran a su principal sospechoso. Se dice que O'Donnell se acercó al político acusado de hacer la llamada en 1977 y le preguntó si lo había hecho. Según O'Donnell le dijo "[que] era falso y me llamó mentiroso descarado". La duración de la desaparición de Mary y las acusaciones de implicación oficial llevaron a The Guardian a etiquetar el caso como "la Madeleine McCann de Irlanda". El caso se ha convertido en el que más tiempo lleva un desaparecido en la historia moderna de Irlanda, y a pesar de la publicidad que atrae, no se ha debatido en el Dáil. La eurodiputada Lynn Boylan lo planteó en el Parlamento Europeo, donde destacó la falta de dirección del caso.
En 2018, familiares y simpatizantes realizaron una protesta silenciosa frente a la oficina del forense en Stranorlar. La protesta pretendía forzar al forense a realizar una investigación sobre la muerte de Mary que permitiera entrevistar por primera vez a testigos clave en un registro público. La hermana gemela de Boyle, Ann, formaba parte del grupo, que entregó una petición con más de 10.000 firmas exigiendo la celebración de una investigación.
En 2016, la controvertida periodista de investigación irlandesa Gemma O'Doherty, produjo un documental sobre la desaparición titulado Mary Boyle: The Untold Story, que explora varias causas posibles de su desaparición. En el documental, la hermana de Mary, Ann, postula que Mary fue abusada sexualmente y luego asesinada. La película ha recibido algunas críticas por parte de las personas entrevistadas para el programa. Los dos sargentos jubilados de la Garda que hablaron en la pantalla niegan que se ejerciera presión política alguna en su investigación; uno de los agentes entrevistados dijo que le habían dicho que "aflojara" al interrogar a uno de los sospechosos del caso, pero esto fue por parte de un oficial superior que se encontraba en la sala en el momento del interrogatorio del sospechoso. La película llevó a O'Doherty a ser demandada por difamación por el político de Fianna Fáil Sean McEniff por daños y perjuicios de 75.000 euros, aunque McEniff nunca fue mencionado por su nombre en la película. En 2019, tras la muerte de McEniff, un juez concedió continuar el caso de difamación en nombre de la herencia contra la periodista Gemma O'Doherty.
En marzo de 2018, la Gardaí emitió una solicitud de información sobre el caso y afirmó que la investigación aún estaba en curso.

## Sospechosos
El sospechoso inicial, interrogado poco después de la desaparición de Boyle, fue puesto en libertad sin cargos. Otras personas han sido interrogadas en relación con la desaparición; Brian McMahon fue llevado para ser interrogado por la Gardaí en octubre de 2014, pero fue liberado sin cargos al día siguiente. McMahon posteriormente se manifestó públicamente negando cualquier implicación en la desaparición y afirmando que la población local sabía que él no podía estar involucrado.
Robert Black, un asesino en serie de niños convicto, también fue propuesto como sospechoso cuando se reveló que era un conductor de camión transfronterizo que visitaba a menudo el condado de Donegal como parte de su trabajo y podría haber estado en la zona en el momento de la desaparición de Boyle. Black era conocido en la zona y había sido acusado por la Garda por beber fuera de horario. Su furgoneta fue identificada frente a un pub de Annagry, en el condado de Donegal, en el momento de la desaparición de Boyle. Un testigo afirmó más tarde que había escuchado llantos y gemidos en la parte trasera de la furgoneta. Sin embargo, en el momento en que el documental de O'Doherty se difundió en Internet, la opinión generalizada era que Black no podía ser el responsable.
La hermana gemela de Mary, Ann Boyle, y varios otros familiares afirman públicamente que creen saber lo que le ocurrió a Mary y quién es el responsable de su desaparición. Esto ha provocado tensiones y una división dentro de la familia Boyle, con la madre de Ann (también llamada Ann) amonestando públicamente a su hija en 2016, y calificando sus llamamientos públicos como "ridículos".

## Acciones posteriores
El padre de Mary Boyle, Charlie, murió en un accidente de pesca en la costa de Donegal en 2005. En 2011, O'Donnell lanzó el sencillo "The Missing Mary Boyle" para recaudar fondos para una nueva búsqueda de la niña desaparecida. Debido, en parte, a las acusaciones públicas de la joven Ann Boyle, la familia Boyle permanece dividida.